# Ay (Marne)
Ay (o Aÿ) era una comuna francesa situada en el departamento de Marne, de la región de Gran Este. El 1 de enero de 2016 pasó a ser una comuna delegada de la comuna nueva de Aÿ-Champagne al fusionarse con las comunas de Bisseuil y Mareuil-sur-Ay.

## Etimología
El nombre de la ciudad se escribe en las formas Ay, Aÿ o Aÿ-Champagne. Ay es el nombre con el cual el INSEE denomina al municipio; Aÿ es el más comúnmente empleado, por ejemplo por los medios de comunicación; Aÿ-Champagne es el nombre preferido por el municipio, por ejemplo en su página en internet.

## El champán
Ay es conocida principalmente por la producción de champán. Los viñedos de Ay se ubican en el Valle del Marne, en la subregión de la Champaña, y se clasifican entre las más altas categorías. Muchas casas prestigiosas en esta producción poseen viñedos en las cercanías de la ciudad y varios productores tienen sede en Ay, incluyendo Ayala y Bollinger.

## Demografía
| Gráfica de evolución demográfica de Ay entre 1800 y 2013 |
|                                                          |

Los datos demográficos contemplados en este gráfico de la comuna de Ay se han cogido de 1800 a 1999 de la página francesa EHESS/Cassini, y los demás datos de la página del INSEE.